# 无疣菝葜
无疣菝葜（学名：Smilax nervomarginata var. liukiuensis）为百合科菝葜属下的一个变种。

## 扩展阅读
- 維基物種上的相關：无疣菝葜